# انگلستان در آتش
انگلستان در آتش (انگلیسی: Fire Over England) فیلمی بریتانیایی در سبک درام به کارگردانی ویلیام کی. هاوارد و رنه کلر است که در سال ۱۹۳۷ منتشر شد.

## بازیگران
- لارنس الیویه
- ویوین لی
- فلورا رابسون
- ریموند مسی
- رابرت نیوتن
- جیمز میسون
- هنری اسکار
- دونالد کالتروپ
- فرانسیس ده وولف